# GJ 1116
GJ 1116 (G 9-38) es un sistema estelar en la constelación de Cáncer. A una distancia de 17,0 años luz del sistema solar, es uno de los 100 sistemas más próximos a la Tierra.
GJ 1116 A (LHS 2076) es una enana roja de tipo espectral M5.5V y magnitud aparente +14,06. Tiene una masa aproximada de un 11 % de la masa solar y su luminosidad es apenas el 0,0057 % de la luminosidad solar.
Es una estrella fulgurante, es decir, sufre bruscos aumentos de brillo producidos por erupciones en su superficie. Conocida también como EI Cancri, sus características físicas son parecidas a Próxima Centauri o GJ 1245 A (V1581 Cygni).
GJ 1116 B (LHS 2077) es una enana roja algo más tenue que su compañera, siendo su magnitud aparente +14,92. Su masa estimada es un 10 % de la masa solar. La separación observada entre ambas componentes es de 23,5 UA, algo más de la distancia a la que se encuentra Urano del Sol.
Las estrellas más cercanas a GJ 1116 son AD Leonis, a 5,6 años luz, DX Cancri, a 5,73 años luz, Ross 619, a 7,3 años luz, e YZ Canis Minoris a 7,8 años luz. Todas ellas son enanas rojas.